# Krótkowarg południowochiński
Krótkowarg południowochiński (Chilobrachys guangxiensis) – gatunek pająka z rodziny ptasznikowatych. Endemit Chin.

## Taksonomia
Gatunek ten opisali po raz pierwszy w 2000 roku Yin Changmin i Tan Yi na łamach „Life Science Research” pod nazwą Plesiophrictus guangxiensis. Opis dokonany został w języku mandaryńskim na podstawie czterech samic. Jako miejsce typowe podano powiat Rong w chińskim Kuangsi. W 2004 roku Chen Daohai i współpracownicy opublikowali na łamach „Acta Zootaxonomica Sinica” opis samca z Wuzhishan w Hajnanie. Również faktyczną lokalizacją typową gatunku okazał się Hajnan, a nie Kuangsi.
W 2008 roku Zhu Mingsheng i Zhang Rui przenieśli omawiany takson do rodzaju Chilobrachys, redyskrybując go i synonimizując z nim Chilobrachys jingzhao, opisanego w 2001 roku przez Zhu Mingshenga i innych również z Hajnanu.

## Morfologia
Samice osiągają od 57 do 64 mm, a samce od 29 do 59 mm długości ciała.

### Prosoma
Prosoma jest dłuższa niż szersza. Karapaks ma czerwonobrązowy, czasem z czarną częścią głowową, porośnięty delikatnym owłosieniem barwy szarej lub beżowej. W widoku grzbietowym oczy pary przednio-środkowej leżą nieznacznie bardziej z tyłu niż przednio-bocznej, a tylno-środkowej bardziej z przodu niż tylno-bocznej. Jamka karapaksu jest wygięta ku tyłowi. Szczękoczułki są czarnobrązowe, na zewnętrznej powierzchni z większym niż u krótkowarga płowego (Ch. huahini) polem pypciowatych szczecinek w dolne, na wewnętrznej krawędzi bruzdy z 12–14 silnymi i kilkoma małymi zębami, u samicy także z drobnymi ząbkami w nasadowej części dna bruzdy. Szerszą niż dłuższą wargę dolną zbroi około tysiąca kuspuli. Na spodzie szczęk kuspuli jest około 420 u samca i około 490 u samicy. Na przednio-bocznych powierzchniach szczęk szczecinki rozmieszczone są w grzebieniastych szeregach, z których dolny zawiera długie szczecinki kształtu wiosłowatego, pałkowatego i lancetowatego uczestniczące w strydulacji. Sternum ma czerwonobrązowy kolor.
Odnóża porośnięte są długimi i krótkimi, brązowymi włoskami. Kolejność ich par od najdłuższej do najkrótszej to: IV, I, II, III. Na nadstopiach i stopach pierwszej i drugiej pary oraz na stopach pary trzeciej skopule są niepodzielone i obecne na całej długości, na nadstopiach trzeciej pary sięgają do 4/5 długości, a na stopach ostatniej pary zajmują całą długość, ale podzielone są szeregiem szczecinek. Skopule na nadstopiach ostatniej pary są skąpe i u samca zajmują połowę długości, a u samicy 3/5 długości. Stopy par od pierwszej do trzeciej mają po dwa pozbawione ząbków pazurki. Na ostatniej parze stóp obecny jest ponadto pazurek dolny, a u samicy pazurki górne tych stóp miewają drobne ząbki.

### Opistosoma
Opistosoma (odwłok) jest w zarysie owalna, ubarwiona płowo lub szarawożółto, porośnięta długimi włoskami brązowymi i krótkimi włoskami płowymi.

### Narządy kopulacyjne
Nogogłaszczki samca cechują się niezmodyfikowanym narządem głaszczkowym, gęsto owłosionym cymbium, prawie jajowatym w widoku przednio-bocznym bulbusem oraz embolusem o odsłoniętym ujściu bruzdy pośrodkowej.
Genitalia samicy zawierają jedną parę spermatek szerokich u podstawy, ku szczytowi stopniowo zwężających się, ale na wierzchołku rozdętych i ku sobie zakrzywionych. W przeciwieństwie do Ch. huahini wewnętrzne krawędzie spermatek nie są wkleśnięte.

## Ekologia i występowanie
Pająk ten wykopuje nory na górskich zboczach.
Gatunek endemiczny dla chińskiego Hajnanu.

## Jad

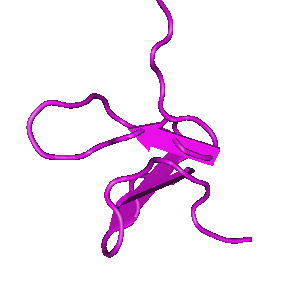
Kuangsitoksyna podtypu 1E (GxTX-1E)

W jadzie tego ptasznika wykryto dwie grupy specyficznych neurotoksyn, jingzhaotoksyny (JZTX) i kuangsitoksyny (GxTX). Tych pierwszych zidentyfikowano co najmniej trzynaście. Wszystkie są polipetydami działającymi jako modyfikatory brakowe kanałów sodowych, a w niektórych przypadkach także kanałów potasowych. Do znanych podtypów tych drugich należą GxTX-1D, GxTX-1E i GxTX-2. Są to polipeptydy zbudowane z od 33 do 36 aminokwasów. Ich głównym działaniem jest hamowanie aktywności kanałów potasowych Kv2.1, prowadzące m.in. do zwiększania wydzielania insuliny.
LD50 jadu krótkowarga południowochińskiego u myszy przy podaniu dootrzewnowym wynosi 4,4 mg/kg masy ciała. W przypadku samych jingzhaotoksyn LD50 waha się od 0,23 mg/kg dla JTZX-IX do 1,48 mg/kg dla JTZX-I.